# Moltzow
Moltzow – miejscowość i gmina w Niemczech, w kraju związkowym Meklemburgia-Pomorze Przednie, w powiecie Mecklenburgische Seenplatte, wchodzi w skład Związku Gmin Seenlandschaft Waren.
1 stycznia 2013 do gminy przyłączono gminę Schwinkendorf, która stała się jej dzielnicą.